# Gianluca Zambrotta
Gianluca Zambrotta (pronunciación en italiano: /dʒanˈluːka ddzamˈbrɔtta/; Como, Lombardía, 19 de febrero de 1977) es un exfutbolista y entrenador italiano. Se desempeñaba en la posición de lateral, a veces derecho y otras izquierdo.

## Trayectoria
Zambrotta debutó con 18 años en el club de su ciudad natal, el Como, disputando la Serie B en 1994. Comenzó a jugar con regularidad en el equipo después del descenso a la Serie C1, lo que le sirvió para que el Bari se fijase en él. Por el Bari fichó en 1997, debutando así en la Serie A. Desde el primer momento se ganó la titularidad en un equipo que jugaba como recién ascendido, lo que le valió para ser habitual de las convocatorias de la selección italiana sub-21.
Al final de la temporada 1998-99 fichó por la Juventus, donde se dio a conocer internacionalmente. En la temporada 2001-02 consiguió su primera liga italiana, que pudo revalidar en la temporada siguiente, aunque ese año le quedó la espina clavada de la final de la Liga de Campeones de la UEFA 2002-03 perdida en la tanda de penaltis ante el Milan. Tras la polémica por el descenso administrativo de su club en 2006, Zambrotta se marchó de Turín al F. C. Barcelona. Tras el acuerdo con el club catalán se convirtió en su nuevo lateral derecho.
Como dato curioso, se le asignó el dorsal 11, un número no común para un defensor. Tras dos temporadas bastantes pobres en cuanto a títulos en el Barcelona finalmente concretó su regreso a Italia. El 31 de mayo el A. C. Milan confirmó su fichaje, siendo este el segundo fichaje de la temporada 2008-09 de los rossoneros tras el fichaje de Mathieu Flamini. Al finalizar su contrato con el Milan, aceptó una oferta del F. C. Chiasso de Suiza. A pesar de que recibió varias ofertas, sobre todo de los Estados Unidos, terminó decantándose por la del club suizo.

## Selección nacional
Fue internacional con la selección de fútbol de Italia en 98 ocasiones y ha marcado 2 goles. Debutó el 10 de febrero de 1999, en un encuentro amistoso ante la selección de Noruega que finalizó con marcador de 0-0.

### Participaciones en Copas del Mundo
| Copa              | Sede                | Resultado        | Partidos | Goles |
| ----------------- | ------------------- | ---------------- | -------- | ----- |
| Copa Mundial 2002 | Corea del Sur Japón | Octavos de final | 4        | 0     |
| Copa Mundial 2006 | Alemania            | Campeón          | 6        | 1     |
| Copa Mundial 2010 | Sudáfrica           | Primera fase     | 3        | 0     |

### Participaciones en Eurocopas
| Copa          | Sede                   | Resultado        | Partidos | Goles |
| ------------- | ---------------------- | ---------------- | -------- | ----- |
| Eurocopa 2000 | Bélgica · Países Bajos | Subcampeón       | 4        | 0     |
| Eurocopa 2004 | Portugal               | Primera fase     | 3        | 0     |
| Eurocopa 2008 | Austria · Suiza        | Cuartos de final | 4        | 0     |

### Participaciones en Copa Confederaciones
| Copa                      | Sede      | Resultado    | Partidos | Goles |
| ------------------------- | --------- | ------------ | -------- | ----- |
| Copa Confederaciones 2009 | Sudáfrica | Primera fase | 3        | 0     |

## Estadísticas

### Como jugador
| Club | Div.          | Temporada     | Liga  | Liga  | Copas nacionales(1) | Copas nacionales(1) | Torneos internacionales(2) | Torneos internacionales(2) | Otros(3) | Otros(3) | Total | Total |
| Club | Div.          | Temporada     | Part. | Goles | Part.               | Goles               | Part.                      | Goles                      | Part.    | Goles    | Part. | Goles |
| --- | ------------- | ------------- | ----- | ----- | ------------------- | ------------------- | -------------------------- | -------------------------- | -------- | -------- | ----- | ----- |
| Calcio Como · Italia | 2.ª           | 1994-95       | 1     | 0     | 0                   | 0                   | —                          | —                          | —        | —        | 1     | 0     |
| Calcio Como · Italia | 3.ª           | 1995-96       | 14    | 2     | 1                   | 0                   | —                          | —                          | —        | —        | 15    | 2     |
| Calcio Como · Italia | 3.ª           | 1996-97       | 33    | 4     | 1                   | 0                   | —                          | —                          | —        | —        | 34    | 4     |
| Calcio Como · Italia | Total club    | Total club    | 48    | 6     | 2                   | 0                   | —                          | —                          | —        | —        | 50    | 6     |
| A. S. Bari · Italia | 1.ª           | 1997-98       | 27    | 2     | 2                   | 2                   | —                          | —                          | —        | —        | 29    | 4     |
| A. S. Bari · Italia | 1.ª           | 1998-99       | 32    | 4     | 4                   | 0                   | —                          | —                          | —        | —        | 36    | 4     |
| A. S. Bari · Italia | Total club    | Total club    | 59    | 6     | 6                   | 2                   | —                          | —                          | —        | —        | 65    | 8     |
| Juventus F. C. · Italia | 1.ª           | 1999-00       | 32    | 1     | 2                   | 0                   | 12                         | 2                          | —        | —        | 45    | 3     |
| Juventus F. C. · Italia | 1.ª           | 2000-01       | 29    | 3     | 0                   | 0                   | 0                          | 0                          | —        | —        | 29    | 3     |
| Juventus F. C. · Italia | 1.ª           | 2001-02       | 32    | 1     | 6                   | 1                   | 9                          | 0                          | —        | —        | 47    | 2     |
| Juventus F. C. · Italia | 1.ª           | 2002-03       | 26    | 1     | 3                   | 0                   | 13                         | 0                          | 0        | 0        | 42    | 1     |
| Juventus F. C. · Italia | 1.ª           | 2003-04       | 30    | 1     | 6                   | 0                   | 5                          | 0                          | 1        | 0        | 42    | 1     |
| Juventus F. C. · Italia | 1.ª           | 2004-05       | 36    | 0     | 0                   | 0                   | 12                         | 0                          | —        | —        | 48    | 0     |
| Juventus F. C. · Italia | 1.ª           | 2005-06       | 32    | 0     | 2                   | 0                   | 8                          | 0                          | 1        | 0        | 43    | 0     |
| Juventus F. C. · Italia | Total club    | Total club    | 217   | 7     | 19                  | 1                   | 59                         | 2                          | 2        | 0        | 296   | 10    |
| F. C. Barcelona · España | 1.ª           | 2006-07       | 29    | 3     | 5                   | 0                   | 6                          | 0                          | 2        | 0        | 42    | 3     |
| F. C. Barcelona · España | 1.ª           | 2007-08       | 29    | 0     | 5                   | 0                   | 6                          | 0                          | —        | —        | 40    | 0     |
| F. C. Barcelona · España | Total club    | Total club    | 58    | 3     | 10                  | 0                   | 12                         | 0                          | 2        | 0        | 82    | 3     |
| A. C. Milan · Italia | 1.ª           | 2008-09       | 34    | 1     | 1                   | 0                   | 6                          | 0                          | —        | —        | 41    | 1     |
| A. C. Milan · Italia | 1.ª           | 2009-10       | 24    | 0     | 1                   | 0                   | 5                          | 0                          | —        | —        | 30    | 0     |
| A. C. Milan · Italia | 1.ª           | 2010-11       | 15    | 0     | 1                   | 0                   | 5                          | 0                          | —        | —        | 21    | 0     |
| A. C. Milan · Italia | 1.ª           | 2011-12       | 7     | 1     | 1                   | 0                   | 3                          | 0                          | 1        | 0        | 12    | 1     |
| A. C. Milan · Italia | Total club    | Total club    | 80    | 2     | 4                   | 0                   | 19                         | 0                          | 1        | 0        | 104   | 2     |
| F. C. Chiasso · Suiza | 2.ª           | 2013-14       | 10    | 2     | 1                   | 0                   | —                          | —                          | —        | —        | 11    | 2     |
| Total carrera | Total carrera | Total carrera | 472   | 26    | 42                  | 3                   | 90                         | 2                          | 5        | 0        | 608   | 31    |
| (1) Incluye datos de la Copa Italia (1995-12), Copa del Rey (2006-08) y Copa de Suiza (2013-14). (2) Incluye datos de la Copa de la UEFA (1999-09) y Liga de Campeones de la UEFA (2001-12). (3) Incluye datos de la Supercopa de Italia (2003-12), Supercopa de España (2006) y Copa Mundial de Clubes de la FIFA (2006). |               |               |       |       |                     |                     |                            |                            |          |          |       |       |

### Como entrenador
| Club                | País  | Año       | P  | PG | PE | PP | % v.  |
| ------------------- | ----- | --------- | -- | -- | -- | -- | ----- |
| F. C. Chiasso       | Suiza | 2013-2015 | 48 | 13 | 13 | 22 | 27.08 |
| Delhi Dynamos F. C. | India | 2016      | 18 | 7  | 6  | 5  | 38.89 |

## Palmarés

### Campeonatos nacionales
| Título              | Club            | País   | Año  |
| ------------------- | --------------- | ------ | ---- |
| Serie A             | Juventus F. C.  | Italia | 2002 |
| Supercopa de Italia | Juventus F. C.  | Italia | 2002 |
| Serie A             | Juventus F. C.  | Italia | 2003 |
| Supercopa de Italia | Juventus F. C.  | Italia | 2003 |
| Supercopa de España | F. C. Barcelona | España | 2006 |
| Serie A             | A. C. Milan     | Italia | 2011 |
| Supercopa de Italia | A. C. Milan     | Italia | 2011 |

### Campeonatos internacionales
| Título                    | Club                | Sede     | Año  |
| ------------------------- | ------------------- | -------- | ---- |
| Copa Intertoto de la UEFA | Juventus F. C.      | Rennes   | 1999 |
| Copa Mundial de Fútbol    | Selección de Italia | Alemania | 2006 |

### Distinciones individuales
| Distinción                                           | Año  |
| ---------------------------------------------------- | ---- |
| Equipo del Torneo de la Eurocopa                     | 2004 |
| Equipo del año UEFA                                  | 2006 |
| FIFPro World XI                                      | 2006 |
| Equipo de las Estrellas de la Copa Mundial de Fútbol | 2006 |

### Condecoraciones
| Condecoración                                             | Año  |
| --------------------------------------------------------- | ---- |
| Caballero de la Orden al Mérito de la República Italiana. | 2000 |
| Oficial de la Orden al Mérito de la República Italiana.   | 2006 |
| Collar de Oro al Mérito Deportivo.                        | 2006 |

## Curiosidades
- Ha sido nombrado Presidente Honorario del Calcio Como.[5]

## Filmografía

### Televisión
| Año  | Título      | Notas          |
| ---- | ----------- | -------------- |
| 2016 | Running Man | episodio - 283 |